# Batur (Vulkan)
Der Batur ist ein aktiver Schichtvulkan im Zentrum zweier konzentrischer Calderen im Kreis Bangli auf der indonesischen Insel Bali.

## Geographie
Die größere, 10 mal 13,5 Kilometer messende Caldera entstand vor rund 29.300 Jahren. Die 6,4 mal 9,4 km große innere Caldera wird auf ein Alter von rund 20.150 Jahren datiert. Bei den beiden Eruptionen, die zur Bildung der Calderen führten, wurden Ignimbrite abgelagert. Nachfolgend entstand der Schichtvulkan Batur in der inneren Caldera. Weite Teile des äußeren Calderarandes liegen tiefer als der 1717 Meter hohe Batur; nur im Südosten überragt der 2159 Meter hohe Gunung Abang das Gebiet. Im Südosten der größeren Caldera liegt der Kratersee Danau Batur. Knapp 20 Kilometer südöstlich des Batur befindet sich der Agung, ein zuletzt 2018 ausgebrochener Vulkan.
Die Caldera ist von etwa 16.000 Menschen bewohnt, die unter anderem in den Dörfern Kedisan und Toya Bungkah leben. Am Westrand der Caldera liegt das Straßendorf Kintamani, acht Kilometer südlich zweigt in Penelokan eine kurvenreiche Straße in die Caldera ab. Am Ostufer des Sees liegt das Bali-Aga-Dorf Trunyan mit einem Friedhof, in dem die Toten unter Bambusgestellen auf der Erde bestattet werden. Neben der traditionellen Landwirtschaft, die überwiegend auf den fruchtbaren Außenhängen der Caldera betrieben wird, ist der Tourismus eine wichtige Einnahmequelle für die Bewohner.

## Vulkanismus
Aus historischer Zeit sind zahlreiche Ausbrüche des Batur bekannt: So kam 1905 ein Lavastrom aus einem Krater am Westhang des Batur in bebautem Gebiet zum Stillstand. Nach einer Serie von kleineren Eruptionen seit 1921 öffnete sich im August 1926 südlich des Baturs eine Spalte, aus der Lava austrat und große Teile des Dorfes Batur überschüttete. Im September 1963 wurde aus mehreren Schloten westlich des Gipfels Lava gefördert, die nach Süden und Westen floss. Beim letzten Ausbruch des Batur zwischen März 1999 und Juni 2000 kam es zu Ascheeruptionen und kleineren Explosionen im Gipfelbereich.
Zwischen November 2009 und November 2010 war die Warnstufe für den Batur von „Normal“ auf „Wachsam“ heraufgesetzt, nachdem sich die Zahl der Erdbeben signifikant erhöht hatte.